# Hypancistrus inspector
Hypancistrus inspector (Гипанциструс-інспектор) — вид риб з роду Hypancistrus родини Лорікарієві ряду сомоподібні. Інша назва «лорікарія-сніжка».

## Опис
Загальна довжина сягає 12,59 см (в акваріумі — 15 см). Голова широка, звужується на кінчику морди, сплощена зверху. на щоках є 20—40 одонтодів (шкіряних зубчиків). Очі доволі великі, високо посаджені. За цю рису сом дістав назву інспектора. Є 2 пари невеликих вусів. Рот невеличкий, являє собою присоску. Зуби несильні. На зябрових кришках самців присутні довгі одонтоди (шкіряні зубчики). Тулуб кремезний, сплощений знизу, з 22—24 кістковими пластинками. Хвостове стебло витягнуте, на ньому одонтоди утворюють 1 жорсткий кіль. Спинний плавець помірно довгий, складається 2 жорстких і 7 м'яких променів. Жировий плавець невеличкий. Грудні плавці широкі. На їх першому промені у самців є довгі шипики. У грудні частині є клейковий апарат, що дозволяє присмоктуватися до каміння або інших предметів дна. Черевні плавці великі. Анальний плавець складається з 1 жорсткого і 3—4 м'яких променів. Хвостовий плавець подовжений.
Забарвлення поліморфна. Основний фон може бути чорним, темно-сірим, червонувато-коричневим, по якому розкидано круглі плями від білого до жовтого кольору. Ці плями на голові являють собою невеличкі цятки, поступово збільшуються до хвостового плавця. Інколи чергуються з невеличкими рисками. На спинному і хвостову плавцях є чорна облямівка. Черево має біле забарвлення. У самців більше червонуватих відтінків.

## Спосіб життя
Є бентопелагічною рибою. Воліє до м'яких і кислих вод. Зустрічається на помірній течії з піщано-гравійним дном. Вдень ховається серед коренів дерев, у печерках. Активна в присмерку та вночі. Живиться переважно дрібними безхребетними, а також насінням, детритом.
Самиця ікру відкладає в печері. Самець охороняє кладку.

## Розповсюдження
Є ендеміком Венесуели. Мешкає у нижній частині річок Ориноко та Ріо-Негро, а також у річці Касікіаре.